# Fifield, Berkshire
Fifield är en by i kommunen Windsor and Maidenhead i Berkshire grevskap i England. Byn är belägen 20,2 km 
från Reading. Orten har 551 invånare (2015).